# Ганс-Йоахім Гаупт
Ганс Вернер Йоахім Ердманн Га́упт (нім. Hans Werner Joachim Erdmann Haupt; 26 червня 1876 — 30 липня 1942, Берлін) — німецький офіцер, генерал-майор вермахту. Кавалер ордена Pour le Mérite.

## Біографія
Син землевласника і гауптмана у відставці Густава Гаупта і його дружини Анни, уродженої Даленбург. У 1879 році втратив матір.
Після закінчення кадетського училища 7 березня 1896 року вступив у Прусську армію і був призначений у піхотний полк «Барон Гіллер фон Гертінген» (4-й Позенський) № 59. З 1 жовтня 1902 року — ад'ютант 3-го батальйону свого полку, одночасно з 1 жовтня 1904 по 1907 рік — ад'ютант командування району Дойч-Ейлау. 30 березня 1910 року відправлений у резерв.

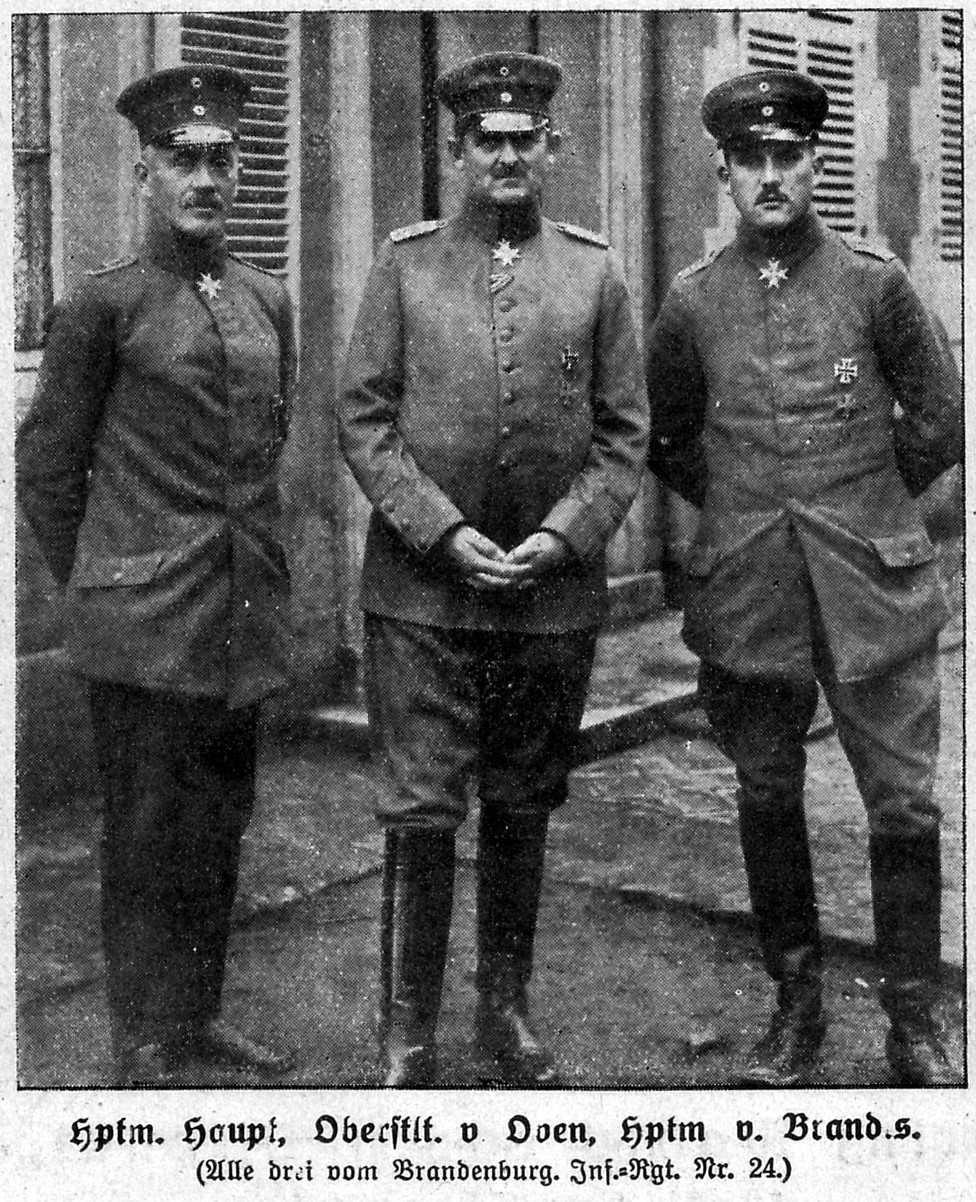
Зліва направо: гауптман Гаупт, оберстлейтенант Георг фон Офен і гауптман Кордт фон Брандіс.

Після початку Першої світової війни в листопаді 1914 року відновлений на службі і призначений в запасний батальйон піхотного полку «Великий герцог Фрідріх Франц II Мекленбург-Шверінський» (4-й Бранденбурзький) № 24. Того ж місяця очолив роту свого полку. Відзначився під час взяття форту Дуомон. 13 травня 1916 року зарахований на дійсну службу. З 18 травня 1916 року — командир 3-го батальйону свого полку.
З січня 1919 року — командир 3-го батальйону добровольчого полку «Фон Офен». З 1 липня 1919 року служив у розрахунковій службі свого старого полку. У вересні 1919 року вступив в охоронну поліцію. 30 січня 1920 року звільнений з армії і того ж дня вступив у поліцію безпеки. 15 жовтня 1935 року перейшов у вермахт і був призначений у штаб головнокомандування, 26 серпня 1939 року — в штаб допоміжного головнокомандування 3-го армійського корпусу. Помер від колоректального раку в 122-му резервному лазареті й похований на берлінському цвинтарі Інваліденфрідгоф. У 1989 році на могилі встановили реституційний камінь.

## Звання
- Другий лейтенант (7 березня 1896)
- Оберлейтенант (20 березня 1906)
- Гауптман резерву (8 березня 1915)
- Гауптман (13 травня 1916)
- Майор запасу (30 січня 1920)
- Майор поліції (30 січня 1920)
- Оберстлейтенант поліції (серпень 1933)
- Оберстлейтенант (15 жовтня 1935)
- Оберст (1 квітня 1937)
- Генерал-майор запасу (27 серпня 1939)
- Генерал-майор (1 березня 1941)

## Нагороди
- Столітня медаль
- Орден Корони (Пруссія) 4-го класу
- Залізний хрест 2-го і 1-го класу
- Хрест «За військові заслуги» (Мекленбург-Шверін) 2-го і 1-го класу
- Хрест «За військові заслуги» (Австро-Угорщина) 3-го класу з військовою відзнакою
- Pour le Mérite (16 березня 1916)
- Сілезький Орел 2-го ступеня
- Почесний хрест ветерана війни з мечами
- Медаль «За вислугу років у Вермахті» 4-го, 3-го, 2-го і 1-го класу (25 років)